# Goodbye to Love

Goodbye to Love est une chanson composée par Richard Lynn Carpenter et John Bettis. Elle fut publiée par The Carpenters en 1972. Dans le documentaire Close to You: Remembering The Carpenters (en), Tony Peluso (en) fit état que c'était l'une des premières ballades sur l'amour, sinon la première, à présenter un solo de guitare avec distorsion des sons.
Alors qu'il visitait Londres, Richard Carpenter vit un film de 1940 avec Bing Crosby nommé Rhythm on the River. Richard Carpenter nota que les personnages ne cessaient de faire référence à la plus grande composition du personnage principal, "Goodbye To Love !" "Vous ne l'entendez jamais. On ne fait que la citer !' et il eut l'idée immédiatement de la mélodie et des paroles : 
I'll say goodbye to love
No one ever cared if I should live or die.
Time and time again the chance for
Love has passed me by...
Il dit qu'alors que la mélodie restait dans sa tête, les paroles disparurent car " je ne suis pas un parolier " . Il compléta le reste de l'arrangement dès son retour aux USA.
Alors que les Carpenters travaillaient sur la chanson, Richard Carpenter décida qu'une distorsion de guitare solo devait être incluse. Karen Carpenter appela le joueur de guitare électrique de renom Tony Peluso et lui demanda de jouer dans l'enregistrement . Tony se souvient: "Au début, je ne voulais pas croire que c'était bien Karen Carpenter qui était au téléphone mais elle me répéta son nom à nouveau ... C'est à ce moment que j'ai réalisé que c'était bien elle et que je parlais à l'une de mes idoles." Elle me dit qu'elle et Richard étaient en train de travailler sur la chanson nommée "Goodbye to Love", et qu'ils étaient familiers avec le travail de Tony sur une bande nommée "Instant Joy", et qu'il avait perfectionné le son qu'ils souhaitent . Peluso joua d'abord quelque chose de doux et agréable mais Richard Carpenter dit "Non, non, non ! Joue la mélodie sur 5 notes et puis " allume le feu !" pour la tirer vers la stratosphère ! Allons ! Cela doit être grand !"
John Bettis dit que Richard Carpenter le rappela, délirant à propos de ce solo de guitare. Il était émerveillé que Richard s'accroche jusqu'à obtenir le solo qu'il voulait entendre. Le parolier dit qu'il poussa un cri quand il entendit pour la première fois la chanson parce qu'il n'avait jamais entendu une sonorité de guitare électrique comme celle-là. Il dit que Tony Peluso "avait un son proche du violoncelle, qui renforçait la mélancolie de la chanson". Il continua en disant que "son rugissement, spécialement à la fin, était incroyable".
Richard fit état que ce solo de guitare est l'un des meilleurs enregistrés dans l'histoire .
Le produit fini fut diffusé le 19 juin 1972 et atteignit le top #7 du Billboard Hot 100. Ce fut la première chanson par l'équipe Richard Carpenter/Bettis à atteindre le top 10. Toutefois, les Carpenters reçurent des lettres de mécontentement, prétendant qu'ils avaient trahi et fait du hard rock parce que l'idée de Richard pour le solo de guitare n'avait pas sa place dans cette ballade amoureuse. Certains adultes incitèrent les stations de radio à refuser de passer la chanson à cause de ce solo (ce qui a empêché la chanson d'atteindre la première place du hit sur " AC Chart", en faisant le premier single des Carpenters depuis "Ticket To Ride" à ne pas atteindre cette place). Toutefois, de nombreux fans des Carpenters aujourd’hui encore admirent la chanson pour son caractère particulier.
"Goodbye to Love", avec son solo de guitare au milieu, a été décrit comme le prototype de la " power ballad".
| Chart                           | Peak position |
| ------------------------------- | ------------- |
| U.S. Billboard Hot 100          | 7             |
| U.S. Billboard Easy Listening   | 2             |
| Record World                    | 6             |
| Canadian Singles Chart          | 4             |
| Oricon (Japanese) Singles Chart | 55            |
| UK Singles Chart                | 9             |

## participants
- Karen Carpenter - chant et voix de fond
- Richard Carpenter - voix de fond, synthétiseur
- Joe Osborn - guitare basse
- Tony Peluso - guitare
- Hal Blaine - batterie